# أستراليا المفتوحة 1971
هنا قائمة ببطولات أستراليا المفتوحة لسنة 1971:

## الكبار

### فردي رجال
كين روزوال () هزم أرثر آش (), 6-1, 7-5, 6-3

### فردي سيدات
مارغريت كورت () هزم إيفون غولاغونغ (), 2-6, 7-6, 7-5